# Ipomoea stans
Ipomoea stans är en vindeväxtart som beskrevs av Antonio José Cavanilles. Ipomoea stans ingår i släktet praktvindor, och familjen vindeväxter. Inga underarter finns listade i Catalogue of Life.